# Friedrich August Walter
Friedrich August Walter (* 26. September 1764 in Berlin; † 18. Dezember 1826 ebenda) war ein deutscher Mediziner.

## Leben
Friedrich August Walter war der Sohn des Geheimrats und Anatoms Johann Gottlieb Walter und dessen Ehefrau Marie Charlotte († 23. Februar 1811), die Tochter des Apothekers Giesel aus Berlin.
Er erhielt seine medizinische Ausbildung durch seinen Vater und studierte an der Universität Duisburg, an der Universität Frankfurt am Main, in Frankreich sowie in England. 1786 promovierte er mit seiner Dissertation Annotationes academicae zum medizinisch-chirurgischen Doktor und wurde 1790 zum wirklichen ordinierten Professor am Lehrinstitut Collegio medico et chirurgicum in Berlin ernannt und hielt Vorlesungen über Anatomie; zu seinen Studenten gehörte unter anderem Johann Friedrich Küttlinger. Nachdem er seine Vorlesungen aufgegeben hatte, beschäftigte er sich hauptsächlich mit Untersuchungen über Gegenstände der Kunst, namentlich über die Farbenlehre der Alten Griechen.
1803, nachdem sein Vater ein Anatomisches Museum mit den von ihm selbst präparierten 3300 Objekten für 100.000 Reichstaler an den preußischen König Friedrich Wilhelm III. verkauft hatte, wurde er gemeinsam mit seinem Vater zum Oberaufseher des Königlichen Anatomischen Museums in Berlin ernannt; ein Amt, das er bis 1810 innehatte. Einige Objekte der Sammlung befinden sich heute im Berliner Medizinhistorischen Museum. Er wurde 1805 Erster Königlicher Leibarzt in Berlin.
Er stand 1820 mit Johann Wolfgang von Goethe im Briefverkehr.
1822 erwarb Friedrich August Walter für 15.000 Taler das Erbpachtgut „Kalkscheune an der Kunststraße nach Brandenburg“. Er baute die ehemalige Ziegelei zu einem Herrensitz (siehe Villa Ingenheim) um und erweiterte dessen Park beträchtlich durch Landkäufe in Richtung Stadt. Nach seinem Tod heiratete seine Tochter den Baron Julius Karl Benno von Saldern. Das Paar bewohnte den Kernbau der heutigen Villa und erweiterte den Park. Heute wird die Liegenschaft durch das Zentrum für Militärgeschichte und Sozialwissenschaften der Bundeswehr (ZMSBw) genutzt.
Er wurde im Familiengrab auf dem Friedhof der Dorotheenstädtischen und Friedrichswerderschen Gemeinden in Berlin beigesetzt.

## Mitgliedschaften
Friedrich August Walter war seit 1794 ordentliches Mitglied und seit 1816 Veteran der Königlich-Preußischen Akademie der Wissenschaften.

## Ehrungen und Auszeichnungen
Friedrich August Walter wurde 1805 zum Obermedizinalrat ernannt.
Seine Marmorbüste befindet sich im Bestand der Berliner Humboldt-Universität.

## Schriften (Auswahl)
- Annotationes academicae. Berlin, 1786 (Digitalisat).
- Angiologisches Handbuch zum Gebrauche seiner Zuhörer. Berlin, 1789 (Digitalisat).
- Vertheidigung meiner Schriften. Berlin, 1790.
- Johann Gottlieb Walter; Friedrich August Walter: Anatomisches Museum.
  - 1. Teil. Berlin, 1796 (Digitalisat).
  - 2. Teil. Berlin, 1796 (Digitalisat).
- Recherches sur quelques maladies des reins et de la vessie urinaire, confirmées par des obductions. 1796.
- Einige Krankheiten der Nieren und Harnblase untersucht und durch Leichen-Oeffnungen bestätigt. Matzdorff Verlag, Berlin 1800 (Digitalisat).
- Beiträge zur Naturgeschichte des Biebers. In: Abhandlungen der Königlichen Akademie der Wissenschaften in Berlin. Berlin, 1816. S. 59–66 (Digitalisat).
- Die wiederhergestellte Mahler-Kunst der Alten. Berlin, 1820 (Digitalisat).
- Alte Malerkunst und Johann Gottlieb Walter's Leben und Werke. Berlin, 1821 (Digitalisat).